# Trolejbusová doprava v Košicích

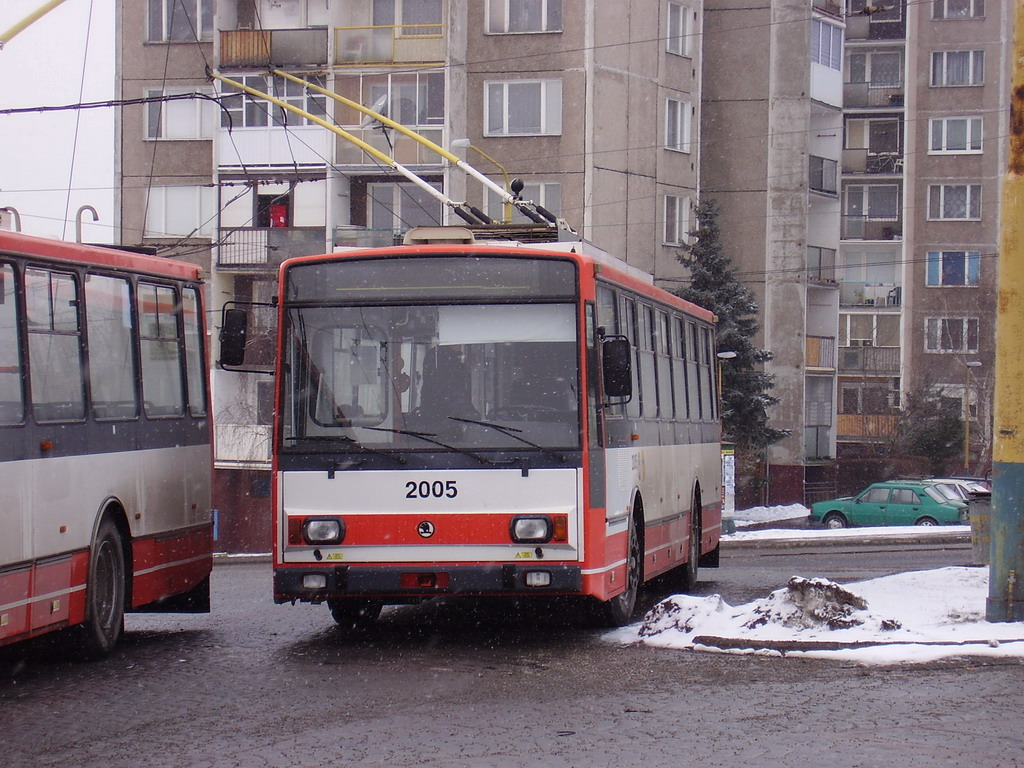
Košický trolejbus Škoda 14 TrM

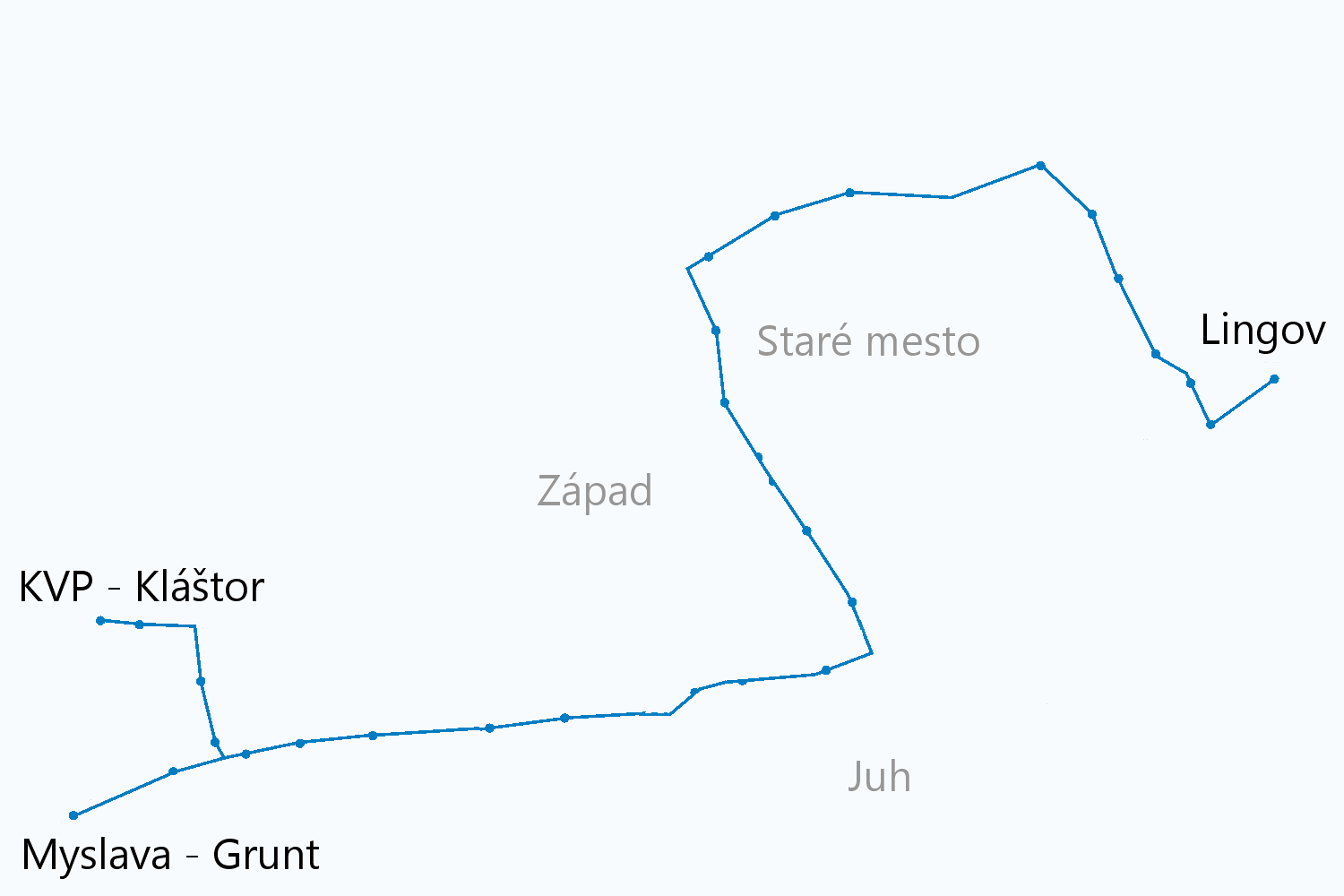
Schéma košické trolejbusové sítě

Košice se v roce 1993 staly čtvrtým slovenským městem s trolejbusovou dopravou. Tak jako v Banské Bystrici a Žilině, tj. novějších trolejbusových provozech, i tady je trolejová síť pod napětím 750 V.
Jedná se o velmi malý provoz; tvoří jej v podstatě jen jediná trať vedená západo-východním směrem, která se na svém západním konci větví. Provozovatelem je Dopravný podnik mesta Košice (DPMK). Od roku 2015 je provoz trolejbusů v Košicích přerušen.

## Historie
Historie trolejbusové dopravy je relativně krátká. O vybudování prvního úseku se rozhodlo v první polovině 80. let 20. století, kdy bylo nutné snížit podíl dopravy autobusové na dopravních výkonech celé košické MHD.
S budováním prvního úseku v trase Lingov, Sídlisko Dargovských hrdinov – Mlynská bašta se začalo na počátku let devadesátých, veřejnosti sloužila tato linka č. 70 od 27. září 1993. Rovněž bylo zprovozněno i zázemí, tj. vozovna (přístupová komunikace do ní byla názvoslovní komisí košického magistrátu pojmenována Trolejbusová ulice). Následně byly budovány nové tratě západním směrem. Od roku 1995 je v provozu úsek Mlynská bašta - Námestie Osloboditeľov, od roku 1998 se jezdí na Sídlisko KVP (linka 71) a o rok později byla zprovozněna i větev na Myslavu (linka 72) odpojující se z tratě na Sídlisko KVP.
Od roku 2006 byly výkony trolejbusové dopravy snižovány (prodloužování intervalů, zrušení nejstarší linky 70). V polovině roku 2007 se začalo otevřeně hovořit o omezení, či dokonce zastavení trolejbusové dopravy ve městě z důvodu vysokých nákladů. Na protest proti tomu vznikla petice, kterou podepsalo téměř 10 000 lidí. Dopravce záměr dementoval a reagoval zkrácením špičkových intervalů a zřízením noční trolejbusové linky (N71). V novém linkovém vedení, které vstoupilo v platnost v srpnu 2008, byla snaha posílit trolejbusy zavedením nové kyvadlové linky 73 z centra města na Sídlisko KVP. Ta však byla po dvou měsících zrušena a nahrazena expresní autobusovou linkou.
Dvě denní a jedna noční trolejbusová linka se podílely zhruba 6 procenty na celkovém výkonu městské dopravy v Košicích.
Vzhledem k rekonstrukci tramvajové trati, která zasáhla i trolejbusové trakční vedení, byl provoz trolejbusů v Košicích na začátku roku 2015 přerušen; naposledy vyjely dne 30. ledna 2015. Po skončení prací proběhla dne 15. prosince 2015 zkušební jízda jednoho trolejbusu 14Tr, u které se nevyskytly žádné problémy. Běžný provoz trolejbusů obnoven nebyl, dopravní podnik ale odmítl, že by s trolejbusovou trakcí již nepočítal.

## Budoucnost
Původní plán výstavby sítě z 80. let, který počítal se spojením sídlišť Dargovských hrdinů a KVP přes Vojenskou a Ondavskou ulici nebyl dosud realizován. Trolejbusy měly spojovat centrum města se sídlištěm Dargovských hrdinů taky přes ulice Palackého a Sečovskou.
Vyřešit kritickou dopravní obslužnost právě trolejbusy se snažila prosadit městská část Sídlisko Ťahanovce. Plány města ale počítají s obsluhou tohoto nejmladšího košického sídliště kapacitní tramvajovou tratí.
Kromě nové smyčky v Klimkovičové ulici není v dohledné době žádná nová trať v plánu.

## Vozový park
Pro zahájení provozu v roce 1993 bylo dodáno 15 kloubových trolejbusů Škoda 15Tr. Po rozšíření tratí bylo v letech 1998 a 1999 zakoupeno 5 modernizovaných vozů Škoda 15TrM a sedm standardních vozidel Škoda 14TrM.
V dubnu 2016 byly ve stavu trolejbusy následujících typů:
| Obrázek     | Typ        | Modifikace a podtypy | Dodávky v letech (celkové dodávky) | Počet (k 17. 3. 2021) |
| ----------- | ---------- | -------------------- | ---------------------------------- | --------------------- |
| Škoda 15Tr  | Škoda 15Tr | Škoda 15Tr           | 1993–1999 (1993–1999)              | 2                     |
| Škoda 14TrM | Škoda 14Tr | Škoda 14TrM          | 1999 (1999)                        | 1                     |

Na rozdíl od ostatních měst na Slovensku, kde již do provozu byla zařazena nízkopodlažní vozidla elektrických trakcí, v Košicích jsou pořizovány nové autobusy a modernizovány starší tramvaje, nikoliv však trolejbusy. Potřeba jejich nasazení i na trolejbusové linky byla před přerušením provozu řešena vypravováním nízkopodlažních autobusů na některé trolejbusové spoje linky 71, co bylo garantováno i v jízdním řádu. Nutnost obnovy vozového parku po ukončení životnosti 15 nejstarších košických trolejbusů kolem 2013 při současné nevůli městského magistrátu investovat do nízkopodlažních vozů se ukazuje jako kritický moment přežití zdejšího trolejbusového provozu.